# Cissa chinensis
La gazza verde (Cissa chinensis (Boddaert, 1783)) è un uccello passeriforme appartenente alla famiglia Corvidae.

## Etimologia
Il nome scientifico della specie, chinensis, significa "cinese" in latino ed è un riferimento all'areale occupato da questi uccelli.

## Descrizione

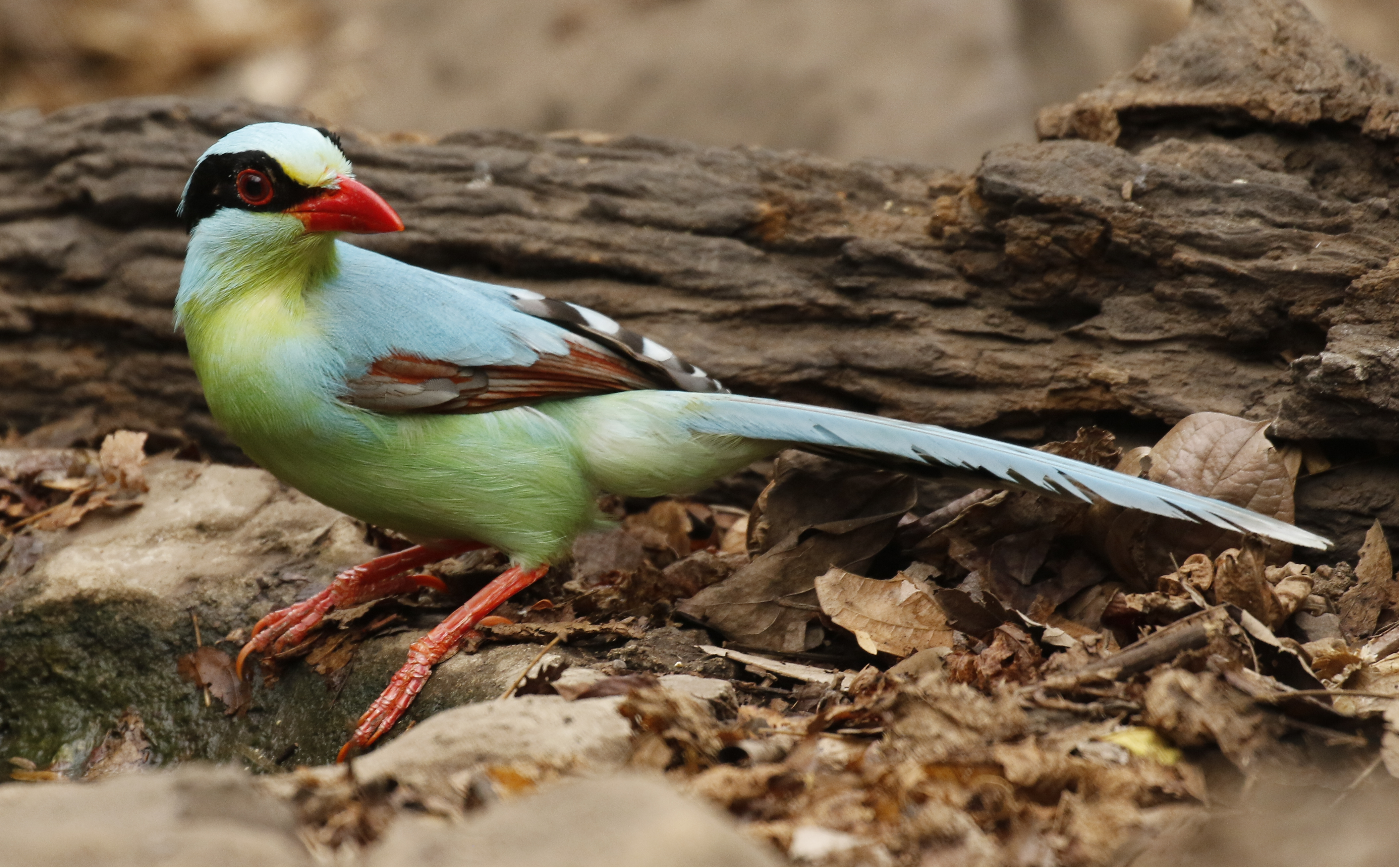
Esemplare al suolo nel parco nazionale di Kaeng Krachan.

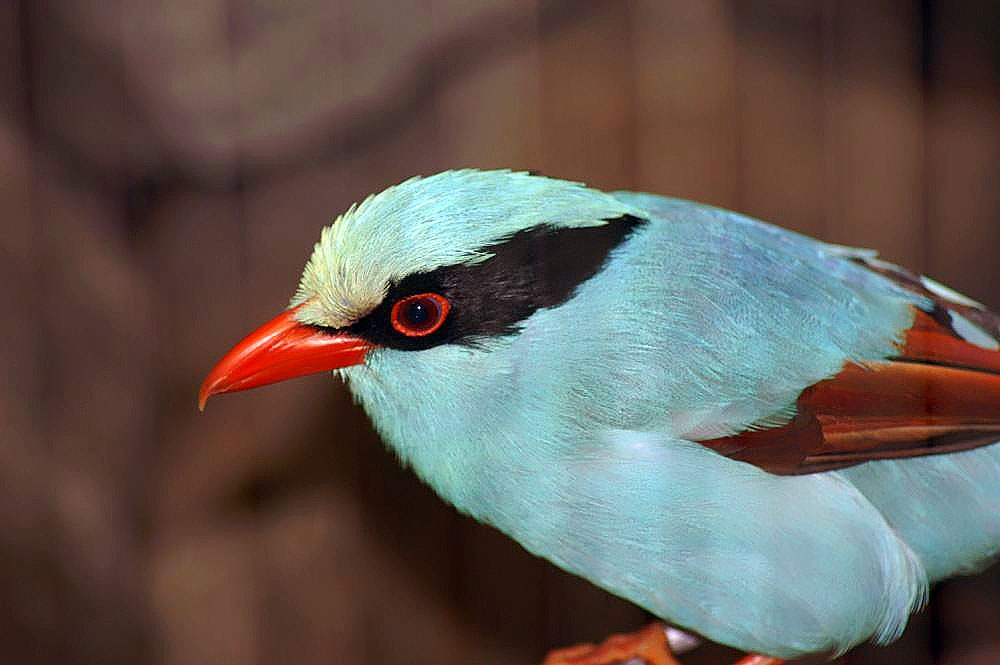
Esemplare nello Smithsonian Zoo.

### Dimensioni
Misura 37-39 cm di lunghezza, per 120-133 g di peso.

### Aspetto
Si tratta di uccelli dall'aspetto arrotondato e massiccio, muniti di grossa testa arrotondata e allungata con grandi occhi, forte becco conico e allungato anch'esso, ali digitate, zampe forti e coda lunga all'incirca quanto il corpo.
Il piumaggio è quasi completamente di colore verde brillante, con sfumature giallo-beige su fronte, gola, ventre, sottocoda e codione: dai lati del becco alla nuca è presente una banda nera che forma una caratteristica mascherina perioculare, mentre le remiganti sono di colore bruno-cannella (le secondarie munite inoltre di una grossa macchia bianco-grigiastra sulla punta) e la superficie inferiore della coda è bianco-azzurrina con orlo delle penne più chiaro. In cattività, così come dopo la morte, la colorazione verde tende a virare verso l'azzurro.

La livrea di questi uccelli differisce anche in maniera piuttosto marcata fra le varie sottospecie, specialmente per quanto concerne la presenza e l'estensione del giallo cefalo-ventrale e la barratura bianca della superficie inferiore di ali e coda.
Il becco è di color rosso corallo: dello stesso colore sono le zampe, ed il cerchio perioculare, mentre gli occhi sono di colore rosso scuro (ad eccezione della sottospecie robinsoni, che presenta iridi bianche).

## Biologia

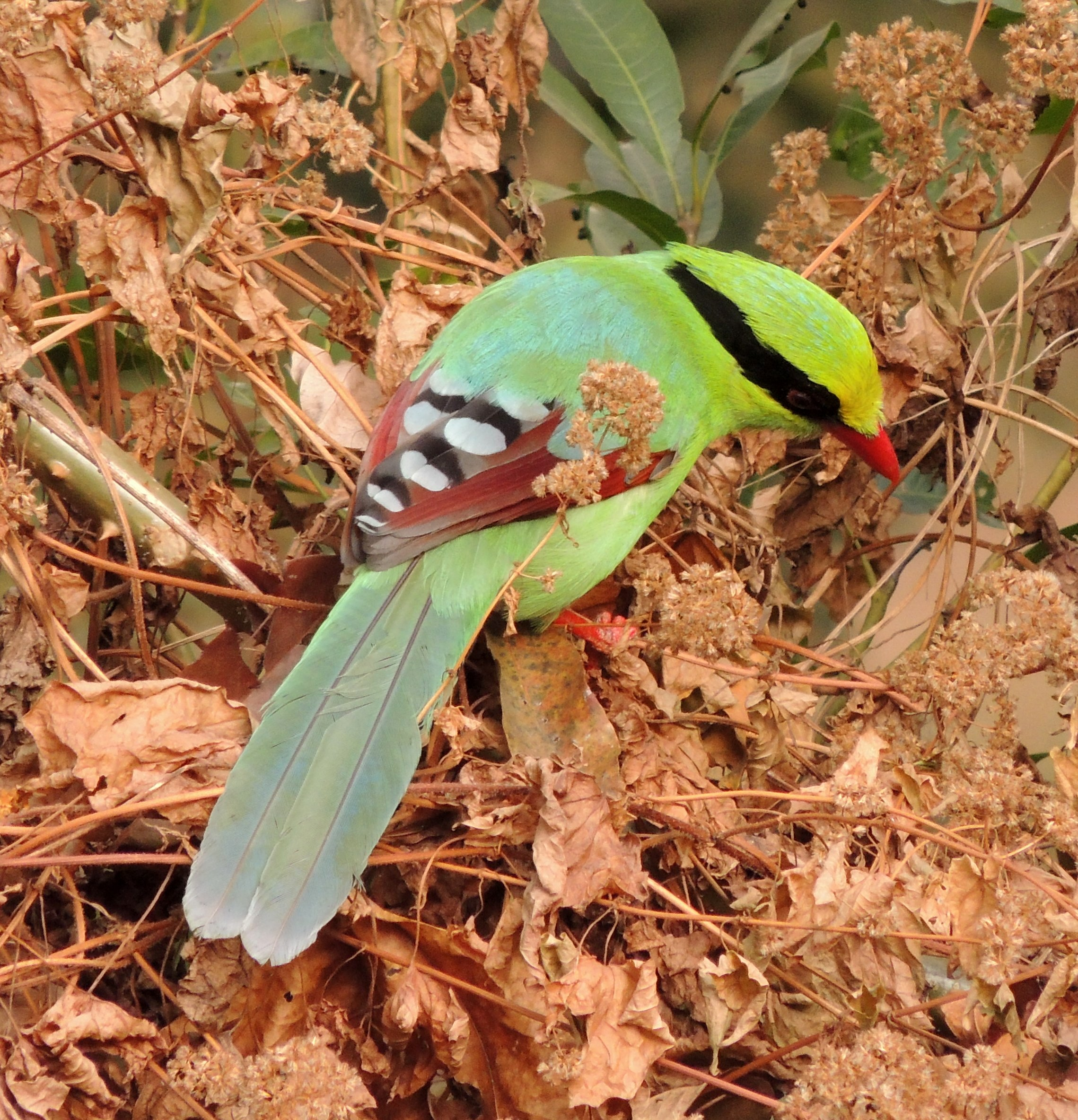
Esemplare cerca il cibo al suolo nel Sikkim.

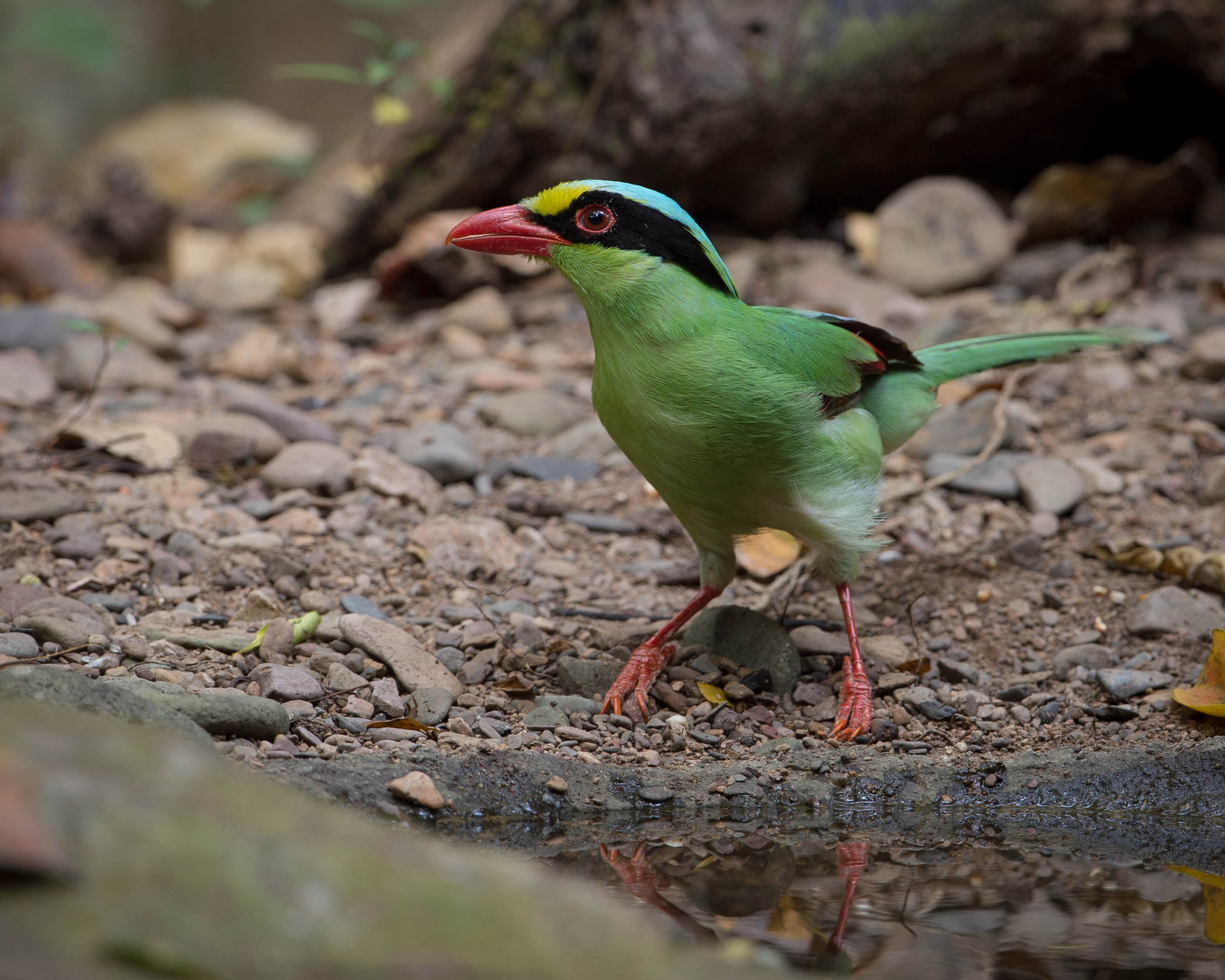
Esemplare si abbevera al suolo in Thailandia.

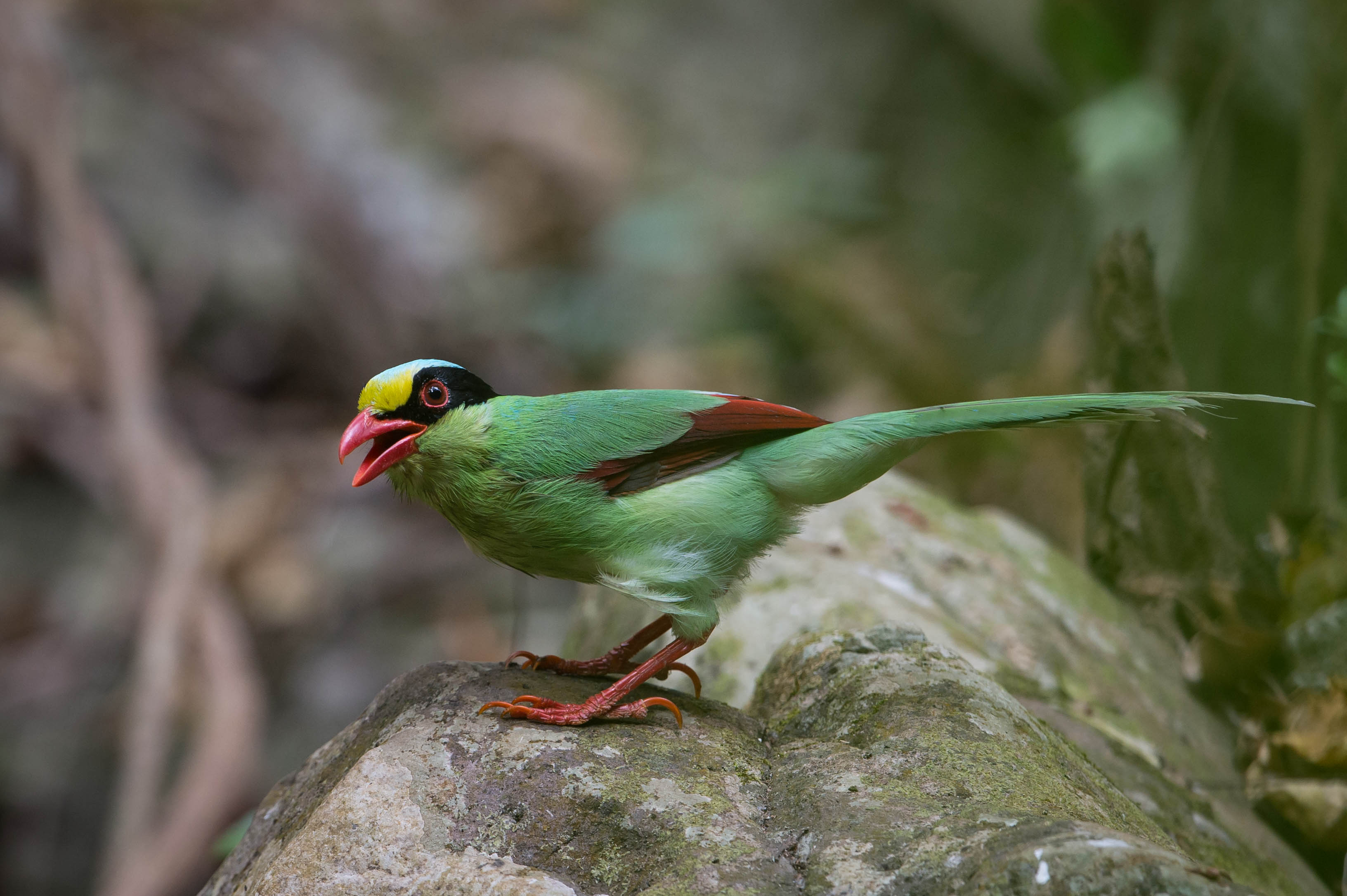
Esemplare canta al suolo.

La gazza verde è un uccello dalle abitudini di vita essenzialmente diurne, che vive da solo o in coppie, non di rado formando gruppi misti con altre specie dalle abitudini di vita simili (quali il garrulo dal collare minore e garrulo crestabianca), passando la maggior parte della giornata alla ricerca di cibo al suolo o fra i rami bassi degli alberi e rifugiandosi nel folto della vegetazione arborea per passare la notte.
Sebbene si tratti di uccelli piuttosto schivi, le gazze verdi sono molto chiassose e vocali: il loro richiamo è composto da due fischi acuti e stridenti, vagamente simili ai versi di alcuni rapaci, emessi quasi continuamente. Questi uccelli sono inoltre in grado di imitare i suoni dell'ambiente circostante, compresa la voce umana, caratteristica questa che (unita alla colorazione vivace) li rende molto apprezzati come uccelli da gabbia.

### Alimentazione
La gazza verde è un uccello essenzialmente carnivoro/insettivoro, la cui dieta si compone in maniera preponderante di grossi insetti (locuste, cavallette, mantidi) e larve, ma anche di piccoli vertebrati (uova e nidiacei, lucertole, gechi, topolini, rane e piccoli serpenti).

### Riproduzione
Il periodo riproduttivo comincia verso la fine di marzo nella maggior parte dell'areale, sebbene gli uccelli diffusi in Indonesia comincino a nidificare già in gennaio-febbraio: si tratta di uccelli monogami, le cui coppie restano insieme anche per anni.
In nido, a forma di coppa, viene costruito da amvedue i sessi con ramoscelli, foglie, erba e radici intrecciate su un arbusto alto o su di un alberello: al suo interno, la femmina depone 4-6 uova bianco-giallastre con fittissima picchiettatura bruno-rossiccia o di color lavanda, caratterizzate dalla grande lucidità del guscio.

Le uova vengono covate per una quindicina di giorni, al termine dei quali schiudono pulli ciechi ed implumi: essi vengono accuditi ed imbeccati da ambedue i genitori e a circa tre settimane di vita cominciano a tentare l'involo, pur non allontanandosi completamente dal nido prima che sia passato un mese dalla schiusa.

## Distribuzione e habitat

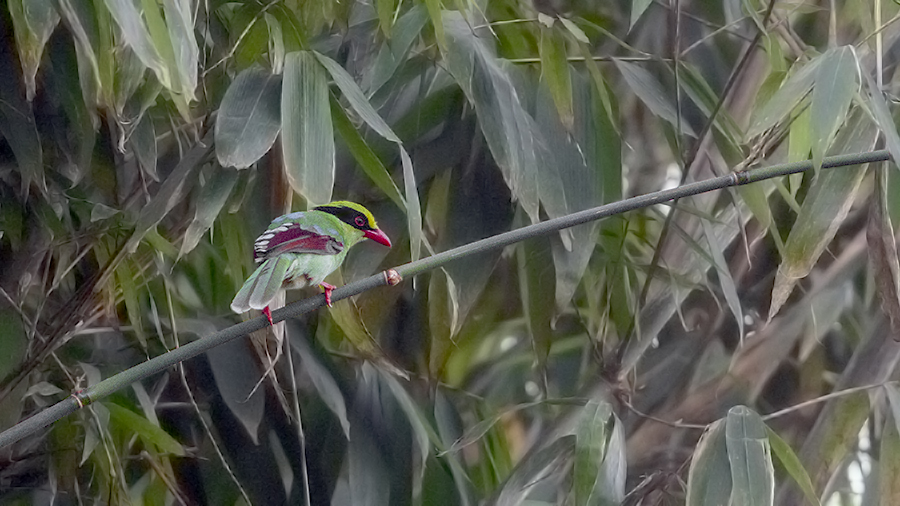
Esemplare lungo il Mahananda.

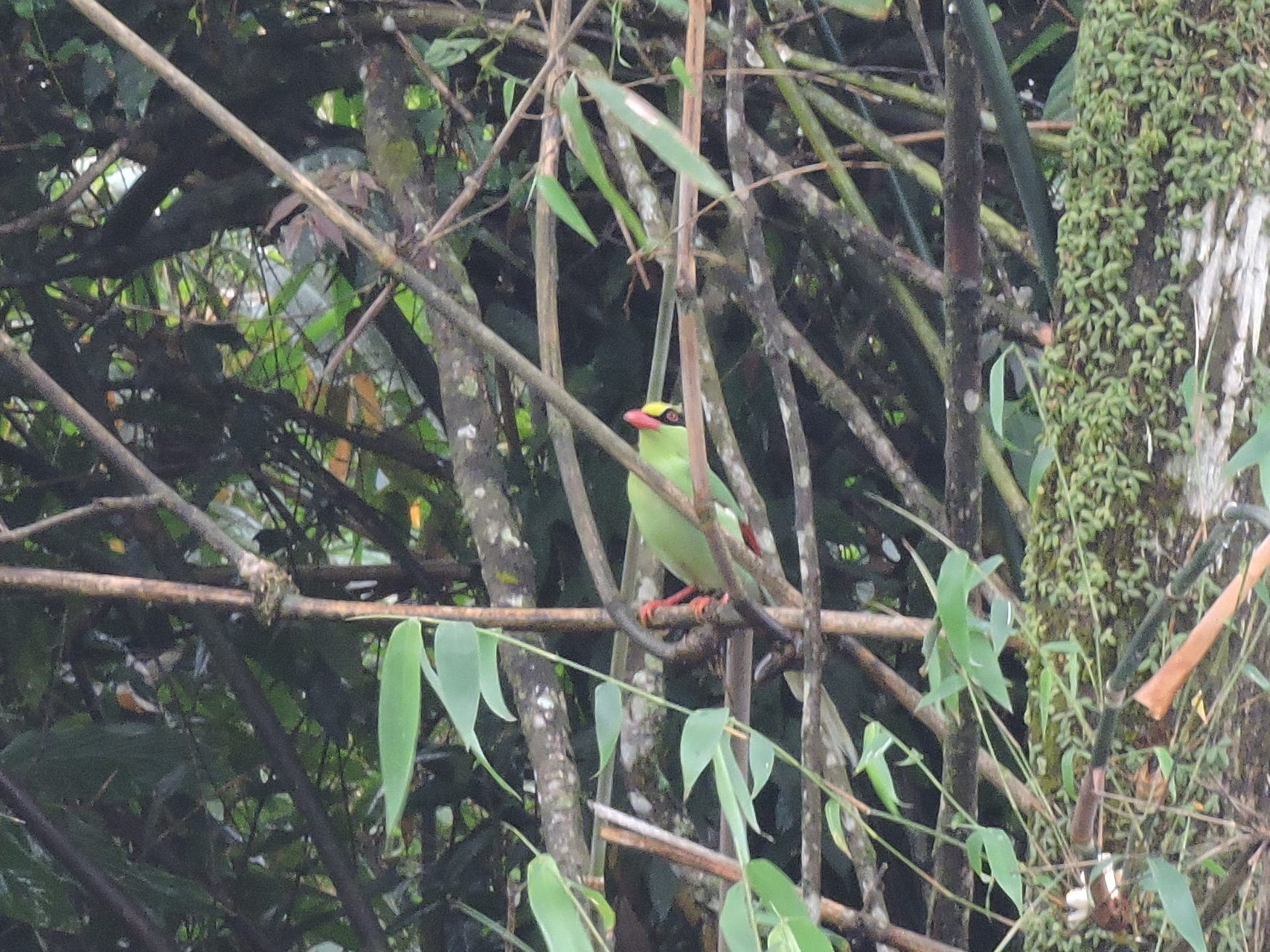
Esemplare in Thailandia.

La gazza verde occupa un areale che va dalle pendici meridionali dell'Himalaya (ad est del Garhwal) alla Cina meridionale (Yunnan meridionale e Guangxi sud-occidentale) attraverso Arunachal Pradesh, Nepal, Sikkim, Bhutan, Assam meridionale, Bangladesh centro-orientale (corso del Brahmaputra) e Birmania, e a sud fino alla penisola malese (sebbene con areale piuttosto frammentato a sud del Laos): la specie è inoltre presente a Sumatra (lungo i Monti Barisan) e in Borneo settentrionale.
L'habitat di questi uccelli è rappresentato dalla foresta pluviale tropicale e temperata pedemontana e montana: è possibile avvistarli anche nelle foreste di bambù o in quelle decidue.

## Tassonomia
Se ne riconoscono 5 sottospecie:

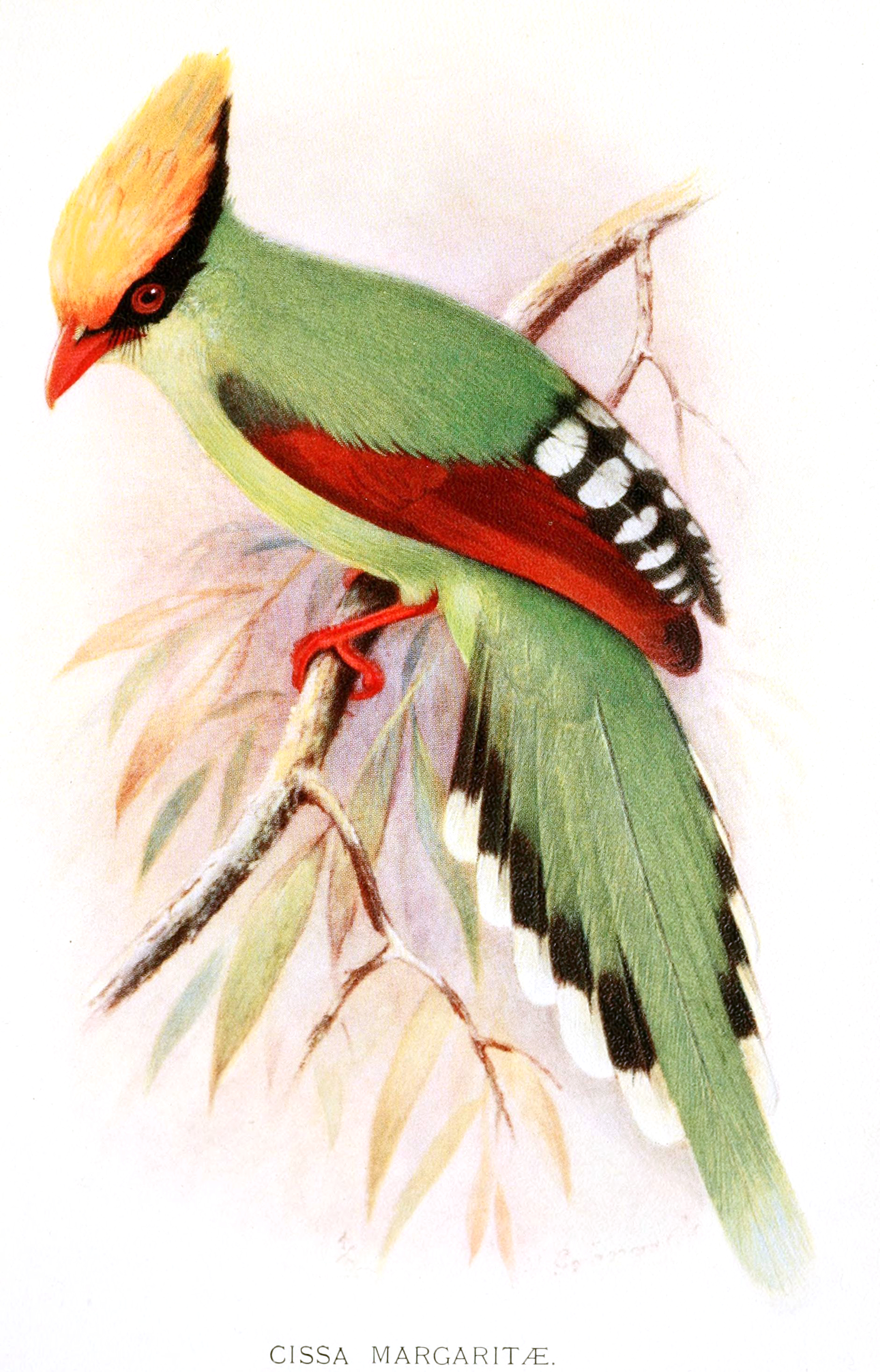
Illustrazione della sottospecie margaritae.

- Cissa chinensis chinensis (Boddaert, 1783) - la sottospecie nominale, diffusa nella maggior parte dell'areale occupato dalla specie, dall'Himalaya al Tonchino;
- Cissa chinensis klossi Delacour & Jabouille, 1924 - diffusa nell'Annam centrale ed in Laos;
- Cissa chinensis margaritae Robinson & Kloss, 1919 - endemica della provincia vietnamita di Lam Dong;
- Cissa chinensis robinsoni Ogilvie-Grant, 1906 - diffusa nel Tenasserim e nella penisola malese;
- Cissa chinensis minor Cabanis, 1850 - endemica di Sumatra e Borneo;

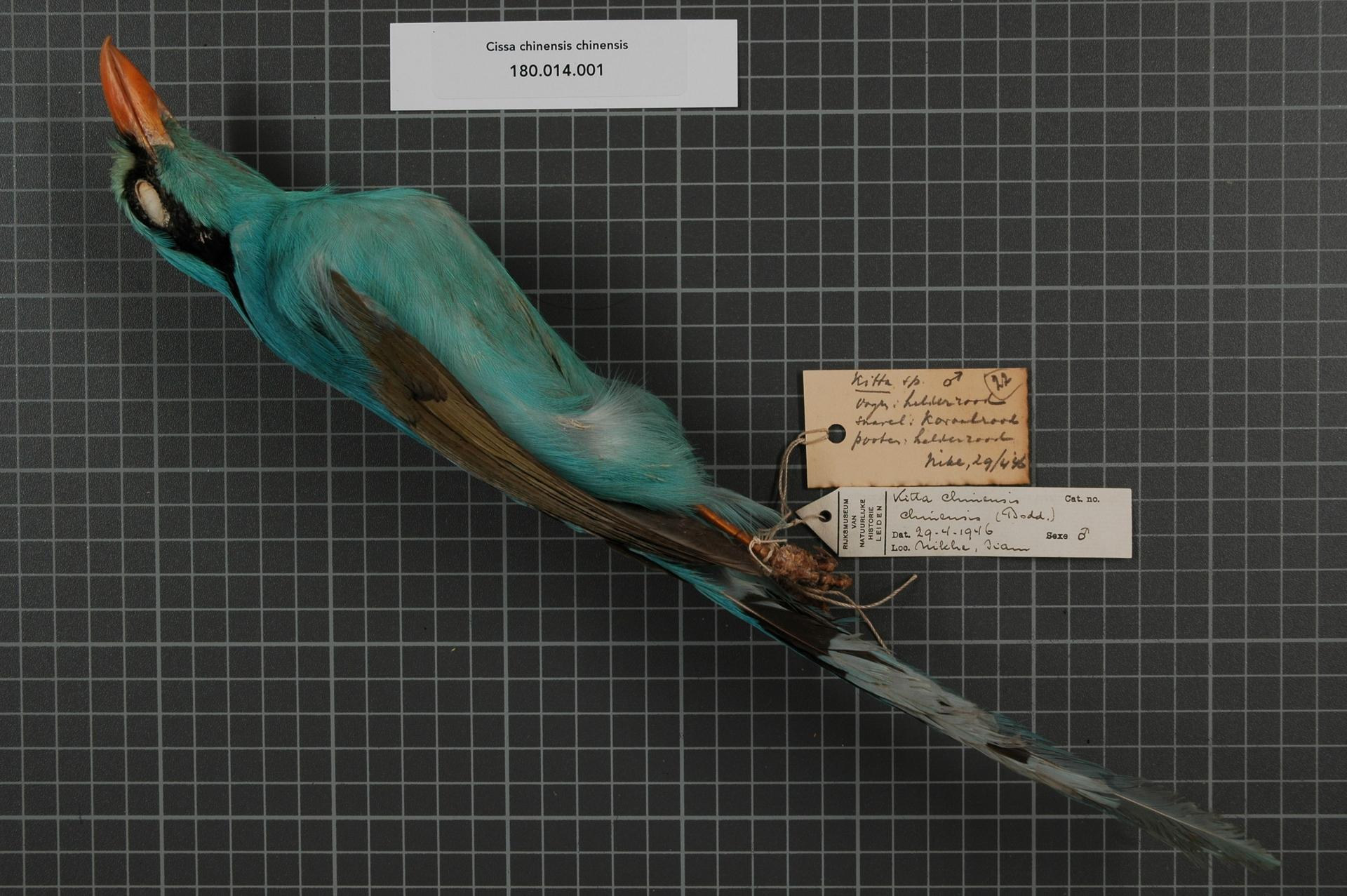
Esemplare impagliato della sottospecie nominale.
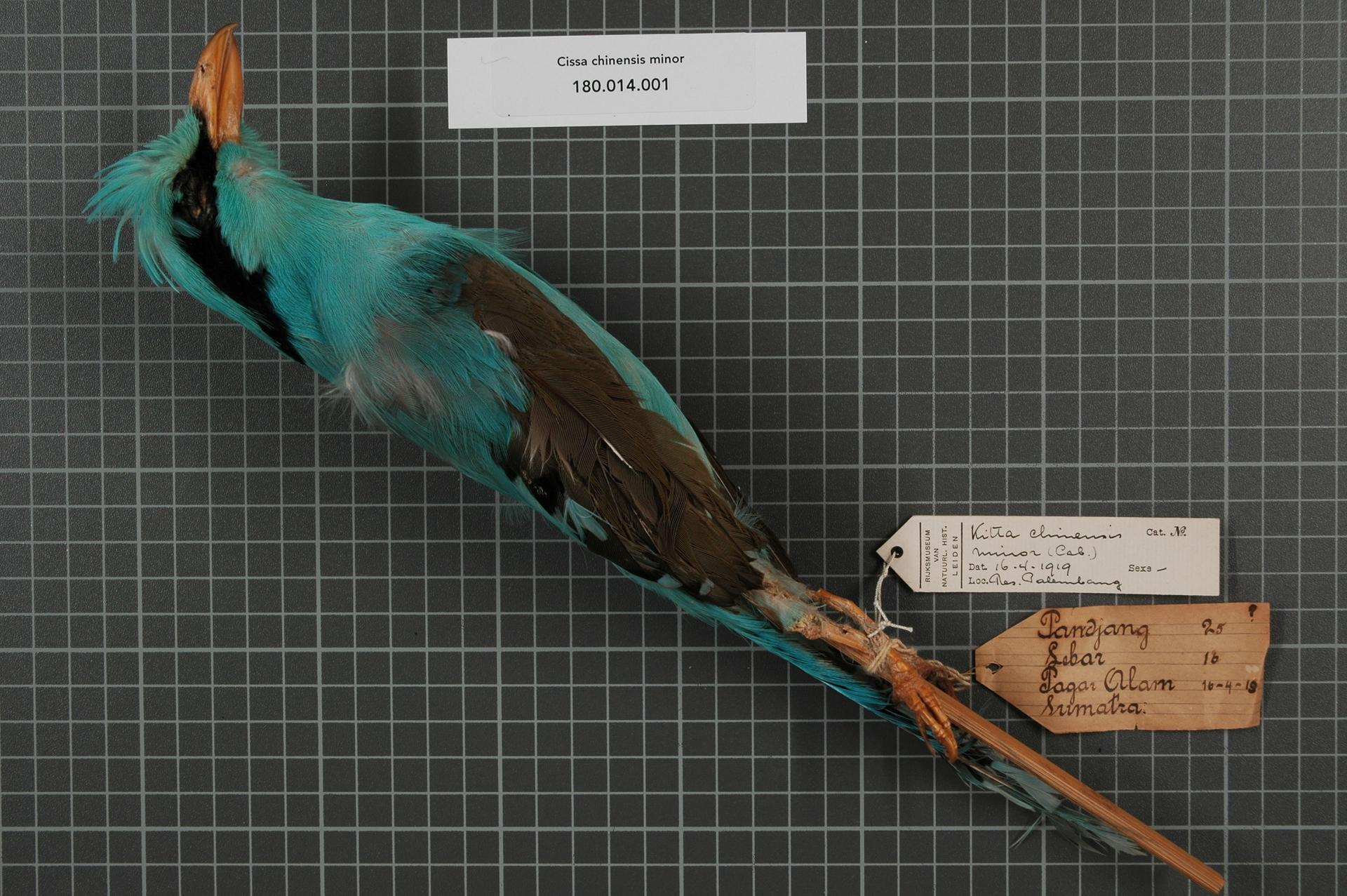
Esemplare impagliato della sottospecie minor.

Alcuni autori propenderebbero per l'accorpamento delle affini sottospecie robinsoni e klossi, mentre rimane da chiarire la posizione filetica dell'isolata sottospecie margaritae.